# Sân bay Nimule
Sân bay Nimule (IATA: n/a, ICAO: HSNM) là một sân bay kết hợp dân sự – quân sự ở thành phố Nimule, bang Đông Equatoria, Nam Sudan.

## Tổng quan
Sân bay nằm ở quận Magwi thuộc bang Đông Equatoria, gần biên giới quốc tế với Uganda. Sân bay nằm cách trung tâm thành phố Nimule khoảng 4 km (2,5 mi) về phía đông nam.
Vị trí này cách Sân bay Quốc tế Juba, sân bay lớn nhất Nam Sudan, khoảng 150 km về phía đông nam. Sân bay Nimule nằm trên độ cao 680 mét (2.230 ft) so với mực nước biển. Nó có một đường băng chưa trải nhựa dài 1188 m.